# Grand Prix Formule 1 van Spanje 1954
De Grand Prix Formule 1 van Spanje 1954 werd gehouden op 24 oktober op het circuit van Pedralbes in Barcelona. Het was de negende en laatste race van het seizoen.

## Uitslag
| Pos. | Nr. | Coureur                                  | Constructeur | Rondes | Tijd / Oorzaak uitval  | Grid | Punten |
| ---- | --- | ---------------------------------------- | ------------ | ------ | ---------------------- | ---- | ------ |
| 1    | 38  | Mike Hawthorn                            | Ferrari      | 80     | 3:13:52.1              | 3    | 8      |
| 2    | 14  | Luigi Musso                              | Maserati     | 80     | +1:13.2                | 7    | 6      |
| 3    | 2   | Juan Manuel Fangio                       | Mercedes     | 79     | +1 Ronde               | 2    | 4      |
| 4    | 10  | Roberto Mieres                           | Maserati     | 79     | +1 Ronde               | 11   | 3      |
| 5    | 4   | Karl Kling                               | Mercedes     | 79     | +4 Rondes              | 12   | 2      |
| 6    | 16  | Paco Godia                               | Maserati     | 76     | +4 Rondes              | 13   |        |
| 7    | 26  | Louis Rosier                             | Maserati     | 74     | +6 Rondes              | 20   |        |
| 8    | 28  | Ken Wharton                              | Maserati     | 74     | +6 Rondes              | 14   |        |
| 9    | 18  | Prince Bira                              | Maserati     | 68     | +12 Rondes             | 15   |        |
| NF   | 12  | Sergio Mantovani                         | Maserati     | 58     | Remmen                 | 10   |        |
| NF   | 22  | Toulo de Graffenried Ottorino Volonterio | Maserati     | 57     | Motor                  | 21   |        |
| NF   | 6   | Hans Herrmann                            | Mercedes     | 50     | Injectie               | 9    |        |
| NF   | 40  | Maurice Trintignant                      | Ferrari      | 47     | Versnellingsbak        | 8    |        |
| NF   | 48  | Jacques Pollet                           | Gordini      | 37     | Motor                  | 16   |        |
| NF   | 24  | Harry Schell                             | Maserati     | 29     | Transmissie            | 4    |        |
| NF   | 8   | Stirling Moss                            | Maserati     | 20     | Oliepomp               | 6    |        |
| NF   | 46  | Jean Behra                               | Gordini      | 17     | Remmen                 | 18   |        |
| NF   | 30  | Jacques Swaters                          | Ferrari      | 16     | Motor                  | 19   |        |
| NF   | 34  | Alberto Ascari                           | Lancia       | 10     | Koppeling              | 1    | 1S     |
| NF   | 36  | Luigi Villoresi                          | Lancia       | 2      | Remmen                 | 5    |        |
| NF   | 20  | Robert Manzon                            | Ferrari      | 2      | Motor                  | 17   |        |
| NS   | 42  | Peter Collins                            | Vanwall      |        | Niet gestart - Ongeluk |      |        |

## Statistieken
| Pole-position | Alberto Ascari | Lancia | 2:18.1 |
| Snelste ronde | Alberto Ascari | Lancia | 2:20.4 |

## Noot
- Dit was het debuut voor de Zwitserse coureur Ottorino Volonterio.
- Eerste rondes als raceleider voor Harry Schell (en voor een Amerikaanse coureur buiten de Indianapolis 500) en voor Maurice Trintignant.
- Eerste podiumplaats voor Luigi Musso.
- Dit was de tweede wereldtitel voor Juan Manuel Fangio en voor een Argentijnse coureur.

1913 · 1923 · 1926 · 1927 · 1933 · 1934 · 1935 · 1951 · 1954 · 1967 · 1968 · 1969 · 1970 · 1971 · 1972 · 1973 · 1974 · 1975 · 1976 · 1977 · 1978 · 1979 · 1980 · 1981 · 1986 · 1987 · 1988 · 1989 · 1990 · 1991 · 1992 · 1993 · 1994 · 1995 · 1996 · 1997 · 1998 · 1999 · 2000 · 2001 · 2002 · 2003 · 2004 · 2005 · 2006 · 2007 · 2008 · 2009 · 2010 · 2011 · 2012 · 2013 · 2014 · 2015 · 2016 · 2017 · 2018 · 2019 · 2020 · 2021 · 2022 · 2023 · 2024 · 2025 · 2026